# Liste der Bischöfe von Auxerre
Die folgenden Personen waren Bischöfe des Bistums Auxerre (Frankreich):
- Heiliger Peregrinus von Auxerre (Pelerin) 258–304
- Heiliger Marcellin 304–330
- Heiliger Valerien 331–361
- Heiliger Elade 361–385
- Heiliger Amatre 386–418
- Heiliger Germanus von Auxerre 418–448
- Heiliger Fraterne 448–451
- Heiliger Alode 451–472
- Heiliger Censoir oder Censure 472–502
- Heiliger Urse 502–508
- Theodose 508–515
- Heiliger Gregor 515–530
- Heiliger Optat 530–532
- Heiliger Droctoald 532–533
- Heiliger Éleuthère 533–561
- Heiliger Romain 561–564
- Heiliger Éthère 564–571
- Heiliger Aunaire 572–603
- Heiliger Didier 603–621
- Heiliger Pallade 622–657
- Heiliger Vigilius 658–686
- Scopilion 686–691
- Heiliger Tétrice 691–706
- Foucauld 706–710
- Savaric 710–715
- Quintilien 716–728
- Clemens 728–733
- Aidulfe 733–748
- Haymar (oder Hainmar) 748–763
- Theodran 763–771
- Maurin 772–800
- Aaron von Auxerre 800–813
- Angelelme 813–828
- Heribalde 829–857
- Heiliger Abbo von Auxerre 857–859
- Chrestien 859–871
- Wala 872–879
- Wibaud 879–887
- Herifrid 887–909
- Heiliger Géran 909–914
- Heiliger Betto 915–918 (Stammliste der Montmorency)
- Gaudry 918–933
- Guy 933–961
- Richard 961–970
- Heribert I. 971–995
- Johannes I. 996–998 (Le Riche)
- Hugo von Châlon 999–1039
- Heribert II. 1040–1052
- Geoffroy de Champaleman 1052–1076
- Robert von Nevers 1076–1084
- Humbaud 1087–1114
- Heiliger Hugues de Montaigu 1115–1136
- Hugues de Mâcon 1137–1151
- Alan von Auxerre 1152–1167
- Guillaume de Toucy 1167–1181
- Hugues de Noyers 1183–1206
- Guillaume de Seignelay 1207–1220 (danach Bischof von Paris)
- Henri de Villeneuve 1220–1234
- Bernard de Sully 1234–1244
- Renaud de Saligny 1244–1247
- Guy de Mello 1247–1269
- Érard de Lesignes 1270–1278
- Guillaume de Grez 1278–1293
- Pierre de Mornay 1295–1306
- Pierre de Belleperche 1306–1307
- Pierre de Grez 1308–1325
- Pierre de Mortemar 1326–1328 (auch Bischof von Viviers, Kardinal, † 1335)
- Hélie-Talayrand de Perigord 1328–1330 (auch Bischof von Limoges, Kardinal, † 1365)
- Aymeric Genaud 1331–1338 (danach Erzbischof von Rouen)
- Jean de Blangy 1338–1344
- Pierre de Villaines 1344–1347 (danach Bischof von Bayeux)
- Bernard le Brun 1347–1348
- Pierre de Cros 1349–1351, † 1361
- Audouin Aubert 1351–1352, † 1363 (Aubert (Familie))
- Jean d’Auxois 1352–1358
- Ithier de Jarousse 1358–1361
- Jean Germain 1361–1362
- Pierre Aymon 1362–1373
- Nicolas d’Arcies 1373–1376
- Guillaume d’Éteuville 1376–1382
- Ferry Cassinel 1382–1390
- Michel de Cresney 1390–1409
- Jean de Thoisy 1409–1410
- Philippe des Essarts 1410–1426
- Jean de Corbie 1426–1432
- Laurent Pinon 1433–1449
- Pierre de Longueil 1449–1473
- Enguerrand Signart 1473–1477, † 1485
- Jean Baillet 1477–1513
- François I. de Dinteville 1513–1530
- François II. de Dinteville 1530–1554
- Robert II. de Lénoncourt 1554–1560
- Philippe de Lénoncourt 1560–1563
- Philibert Babou de La Bourdaisière 1563–1570
- Jacques Amyot 1570–1593
- François de Donadieu 1599–1625
- Gilles de Souvré 1626–1631
- Dominique Séguier 1631–1637
- Pierre de Broc 1640–1671
- Nicolas Colbert 1671–1676
- André Colbert 1676–1704
- Louis-Daniel-Gabriel de Pestel de Levis de Trubières de Caylus 1704–1754
- Jacques Marie de Caritat de Condorcet 1754–1761 (auch Bischof von Lisieux)
- Jean-Baptiste Champion de Cicé 1761–1790 (1805)
- Charles Mannay 1817–1824

- Fortsetzung unter Liste der Erzbischöfe von Sens